# Similosodus persimilis
Similosodus persimilis là một loài bọ cánh cứng trong họ Cerambycidae.